# Dungeon of Doom
Dungeon of Doom var en gruppe wrestlere i World Championship Wrestling, der eksisterede fra 1995 til 1997. 
Det var Kevin Sullivan, der skabte og blev leder af Dungeon of Doom i 1995 med det mål at eliminere den daværende WCW-verdensmester Hulk Hogan og Hulkamania. 
Udover Kevin Sullivan (The Taskmaster) var bl.a. The Shark, The Zodiac, Meng, The Babarian, Lex Luger, The Giant, Loch Ness, The Yeti, Vader og Kamala med i heel-gruppen.
Dungeon of Doom allierede sig i 1996 sig med The Four Horsemen, og sammen fandt de otte mænd, der skulle kæmpe en speciel kamp mod Hulk Hogan og Randy Savage. Imponerende nok tabte alliancen, og Dungeon of Doom begyndte så småt at gå i opløsning. Da Hulk Hogan selv destruerede Hulkamania kort tid ved at danne heel-gruppen New World Order (nWo), fejdede gruppen med The Four Horsemen, inden den gik i opløsning. 